# Heinrich (prénom)
Pour les articles homonymes, voir Heinrich.
Cette page présente le prénom Heinrich ainsi que ses variantes.
Heinrich est un prénom masculin allemand.

## Personnalités portant ce prénom
- Pour l'ensemble des articles sur les personnes portant ce prénom, consulter :
  - la liste des articles dont le titre commence par ce prénom
  - les listes produites par Wikidata : Liste des personnes de prénom « Heinrich » — même liste en incluant les éventuels prénoms composés qui contiennent « Heinrich ».

### Prénom
- Heinrich Aldegrever (1502-c. 1555), peintre et graveur de la Renaissance allemande
- Heinrich Jacob Aldenrath (1775-1844), peintre portraitiste allemand
- Heinrich Altherr (1878-1947), artiste peintre expressionniste suisse
- Heinrich Louis d'Arrest (1822-1875), astronome prussien
- Heinrich Hentzi von Arthurm (1785-1849), général autrichien
- Heinrich Asmus (1759-1833), jardinier allemand
- Heinrich Bach (1615-1692), organiste allemand de la famille Bach
- Heinrich Backofen (1768-1830), peintre et clarinettiste allemand
- Heinrich Barth (1821-1865), explorateur allemand en Afrique occidentale
- Heinrich Bebel (1472-1518), écrivain humaniste allemand
- Heinrich Beck (1788-1875), peintre allemand
- Heinrich Behnke (1898-1979), mathématicien allemand
- Heinrich Johann de Bellegarde (1757-1845), général autrichien durant les guerres napoléoniennes
- Heinrich Berghaus (1797-1884), géographe et cartographe allemand
- Heinrich Berté (1857-1924), compositeur austro-hongrois
- Heinrich Biber (1644-1704), violoniste et compositeur baroque austro-tchèque
- Heinrich Blasius (1883-1970), ingénieur hydraulicien allemand
- Heinrich Blücher (1899-1970), philosophe allemand
- Heinrich Blum (1884-1942), architecte tchèque
- Heinrich Böhler (1881-1940), industriel et collectionneur d'art austro-suisse
- Heinrich Boie
- Heinrich Böll (1917-1985), écrivain allemand
- Heinrich Börnstein (1805-1892), metteur en scène et traducteur austro-américain
- Heinrich Brandler (1881-1967), syndicaliste et communiste allemand
- Heinrich Braun
- Heinrich Breling (1849-1914), peintre prussien
- Heinrich Brüning (1885-1970), chancelier d'État de la République de Weimar
- Heinrich Bruns (1848-1919), mathématicien et astronome allemand
- Heinrich Brüssow (né en 1986), joueur sud-africain de rugby
- Heinrich Bünting (1545-1606), pasteur théologien protestant allemand
- Heinrich Campendonk (1889-1957), graveur et dessinateur de vitrail allemand
- Heinrich Caro (1834-1910), chimiste prussien
- Heinrich Cotta (1763-1844), scientifique en sylviculture allemand
- Heinrich Dähling (1773-1850), peintre allemand de scènes historiques
- Heinrich Deiters (1840-1916), peintre prussien
- Heinrich Deubel (1890-1962), officier militaire allemand
- Heinrich Domnich (1767-1844), corniste et compositeur allemand
- Heinrich Dressel (1845-1920), archéologue et épigraphiste allemand
- Heinrich Dumoulin (1905-1995), théologien catholique allemand
- Heinrich Eberbach (1895-1992), général allemand de la Seconde Guerre mondiale
- Heinrich Ehmsen (1886-1964), peintre allemand
- Heinrich Ehrhardt (1840-1928), inventeur et entrepreneur allemand
- Heinrich Ehrler (1917-1945), as de l'aviation allemand de la Luftwaffe
- Heinrich Fehlis (1906-1945), officier allemand en Norvège
- Heinrich Finck (c. 1444-1527), maître de chapelle et compositeur autrichien
- Heinrich Fischer
- Heinrich de Freiberg (1278-1329), poète médiéval allemand
- Heinrich Frey (1822-1890), entomologiste suisse
- Heinrich Funk
- Heinrich Gätke (1814-1897), ornithologue allemand
- Heinrich George (1893-1946), acteur allemand
- Heinrich Gerber (1832-1912), ingénieur et inventeur allemand
- Heinrich Göbel (1818-1893), inventeur germano-américain
- Heinrich Gontermann (1896-1917), pilote de chasse allemand
- Heinrich Göring (1838-1913), gouverneur allemand du Sud-Ouest africain
- Heinrich Gossen (1810-1858), économiste allemand
- Heinrich Greinacher (1880-1974), physicien suisse, développeur du magnétron
- Heinrich Guttenberg (1749-1818), graveur de reproduction bavarois
- Heinrich Harder (1858-1935), artiste allemand
- Heinrich Harrer (1912-2006), alpiniste et explorateur autrichien
- Heinrich Hassfurter, commandant suisse de la bataille de Grandson (1476)
- Heinrich Haussler (né en 1984), coureur cycliste germano-australien
- Heinrich Heesch (1906-1995), mathématicien allemand
- Heinrich Heine (1797-1856), écrivain allemand
- Heinrich Held (1868-1938), homme politique allemand
- Heinrich Hertz (1857-1894), ingénieur et physicien allemand
- Heinrich Himmler (1900-1945), ministre de l'Intérieur du Troisième Reich
- Heinrich Hirschsprung (1836-1908), producteur de tabac et collectionneur danois
- Heinrich (Heinz) Hitler (1920-1942), sous-officier allemand, neveu d'Adolf Hitler
- Heinrich Hoeftman (1851-1917), médecin orthopédiste allemand
- Heinrich Hoerle (1895-1936), peintre constructiviste allemand
- Heinrich Hoffmann
- Heinrich Hübler (1822-1893), musicien corniste allemand
- Heinrich Hübschmann (1848-1908), philologue allemand de la langue arménienne
- Heinrich Jansen (1625-1667), peintre danois
- Heinrich Isaac (c. 1450-1517), compositeur germano-flamand
- Heinrich Kittel (1892-1969), officier allemand durant la Seconde Guerre mondiale
- Heinrich von Kleist (1777-1811), écrivain prussien
- Heinrich Kley (1863-1945), dessinateur et illustrateur allemand
- Heinrich Khunrath (c. 1560-1605), médecin et alchimiste allemand
- Heinrich Kiepert (1818-1899), géographe et cartographe allemand
- Heinrich Kirchner (1902-1984), sculpteur allemand
- Heinrich Knirr (1862-1944), peintre allemand
- Heinrich Köselitz (1854-1918), compositeur allemand
- Heinrich Kubis (1888-1979), allemand, premier agent de bord
- Heinrich Kuhl (1797-1821), zoologiste allemand
- Heinrich Kühn (1866-1944), photographe pictoraliste autrichien
- Heinrich Kurtzig (1865-1946), écrivain allemand
- Heinrich Lanz (1838-1905), industriel allemand de machines agricoles
- Heinrich Laube (1806-1884), écrivain et dramaturge prussien
- Heinrich Lausberg (1912-1992), linguiste allemand
- Heinrich Lautensack (1887-1919), écrivain expressionniste allemand
- Heinrich Leutemann (1824-1905), peintre et dessinateur animalier saxon
- Heinrich Leuthold (1827-1879), traducteur et poète suisse
- Heinrich Limpricht (1827-1909), chimiste allemand de la chimie des furanes
- Heinrich Lossow (1840-1897), peintre bavarois
- Heinrich Lübke (1894-1972), homme d'État ouest-allemand
- Heinrich Mache (1876-1954), physicien autrichien
- Heinrich Maier (1908-1945), prêtre catholique autrichien
- Heinrich Mann (1871-1950), écrivain et dessinateur allemand
- Heinrich Marschner (1795-1861), compositeur d'opéra et chef d'orchestre allemand
- Heinrich Marx (1777-1838), avocat allemand, père de Karl Marx
- Heinrich Matthaei (né en 1929), biochimiste  et généticien allemand
- Heinrich Medau (1890-1974), théoricien allemand en éducation physique
- Heinrich Meibom (1638-1700), médecin et érudit allemand
- Heinrich August Meissner (1862-1940), ingénieur allemand de chemins de fer
- Heinrich Meyring (1628-1723), sculpteur rococo allemand
- Heinrich Molenaar (1870-1965), philosophe et interlinguiste allemand
- Heinrich Mücke (1806-1891), peintre prussien
- Heinrich Müller
- Heinrich Nauen (1880-1940), peintre allemand
- Heinrich Nordhoff (1899-1968), ingénieur allemand et dirigeant de Volkswagen
- Heinrich Olbers (1758-1840), astronome et physicien allemand
- Heinrich Ostrop (1925-2015), homme politique allemand
- Heinrich Parler l'Aîné (XIVe siècle), architecte et bâtisseur d'église allemand
- Heinrich Parler le Jeune (XIVe siècle), sculpteur d'Europe centrale
- Heinrich Pesch (1854-1926), prêtre jésuite allemand
- Heinrich Platzbecker (1860-1937), compositeur et pianiste allemand
- Heinrich Proch (1809-1878), compositeur et musicien autrichien
- Heinrich Racker (1910-1961), psychanalyste argentin
- Heinrich Rantzau (1526-1598), astrologue et savant danois
- Heinrich Reinhold (1788-1825), peintre et graveur allemand
- Heinrich Rickert (1863-1936), philosophe néo-kantisme allemand
- Heinrich Rohrer (1933-2013), physicien et prix Nobel suisse
- Heinrich Roth
- Heinrich Ruhfus (1895-1955), officier allemand de marine
- Heinrich Daniel Ruhmkorff (1803-1877), ingénieur allemand en électricité
- Heinrich Sahm (1877-1939), homme politique allemand
- Heinrich Severloh (1923-2006), soldat allemand surnommé la bête d'Omaha
- Heinrich Scheidemann (c. 1595-1663), organiste et compositeur allemand
- Heinrich Schenker (1868-1935), théoricien autrichien de musique
- Heinrich Schliemann (1822-1890), homme d'affaires et archéologue allemand
- Heinrich Schlusnus (1888-1952), baryton allemand
- Heinrich Schmid (1921-1999), linguiste suisse
- Heinrich Schnee (1871-1949), juriste et homme politique allemand
- Heinrich Scholz
- Heinrich Schönfeld
- Heinrich Schreiber (XVIe siècle), mathématicien autrichien
- Heinrich Schütz (1585-1672), compositeur allemand
- Heinrich Schwabe (1789-1875), astronome allemand
- Heinrich Schweickhardt (1862-1919), homme d'affaires et politique allemand
- Heinrich Schwemmer (1621-1696), professeur de musique et compositeur allemand
- Heinrich Seeling (1852-1932), architecte allemand de théâtres et d'opéras
- Heinrich von Stackelberg (1905-1946), économiste allemand
- Heinrich Steinfest (né en 1961), écrivain autrichien de romans policiers
- Heinrich Strack (1805-1880), architecte allemand
- Heinrich Thyssen (1875-1947), industriel allemand
- Heinrich von Treitschke (1834-1896), historien et théoricien allemand
- Heinrich Trettner (1907-2006), officier allemand durant la Seconde Guerre mondiale
- Heinrich Triepel (1868-1946), juriste allemand
- Heinrich de Twiel (mort après 1133), abbé de l'abbaye de Saint-Gall
- Heinrich von Vietinghoff (1887-1952), général allemand de la Seconde Guerre mondiale
- Heinrich Vogeler (1872-1942), peintre allemand
- Heinrich Vollmer (1885-1961), ingénieur en armement allemand
- Heinrich Waentig (1870-1943), économiste et politicien allemand
- Heinrich Walpot (mort en 1200), premier grand maître de l'ordre Teutonique
- Heinrich Welsch (1888-1976), homme politique allemand
- Heinrich Wölfflin (1864-1945), philologue et écrivain suisse
- Heinrich Zille (1858-1929), graphiste et dessinateur allemand
- Heinrich Zimmer
- Heinrich Zollinger (1818-1859), explorateur et botaniste suisse

### Prénom composé
- Ewald-Heinrich von Kleist-Schmenzin (1922-2013), résistant et éditeur allemand
- Carl-Heinrich von Stülpnagel (1886-1944),

### Deuxième prénom
- Johann Heinrich Alsted (1588-1638), théologien et encyclopédiste allemand
- Carl Heinrich Bloch (1834-1890), peintre danois de sujets historiques
- Philipp Heinrich Erlebach (1657-1714), compositeur allemand
- August Heinrich Hoffmann von Fallersleben (1798-1874), professeur et écrivain allemand
- Carl Heinrich Graun (1704-1759), chanteur et compositeur allemand
- Justin Heinrich Knecht (1752-1817), compositeur et organiste allemand
- Wilhem Heinrich Kramer (1724-1765), médecin et naturaliste allemand
- Johann Heinrich Meyer (1760-1832), artiste peintre suisse
- Gottfried Heinrich zu Pappenheim (1594-1632), maréchal du Saint-Empire
- Georg Heinrich Pertz (1795-1876), historien allemand
- Ernst Hugo Heinrich Pfitzer (1846-1906), botaniste allemand
- Johann Heinrich Ramberg (1763-1840), peintre, dessinateur et graveur allemand
- Johann Christian Heinrich Rinck (1770-1846), organiste et compositeur allemand
- Johann Heinrich Schmelzer (c. 1623-1680), violoniste et compositeur baroque autrichien
- Gotthilf Heinrich von Schubert (1780-1860), psychologue allemand du courant romantique
- Gottfried Heinrich Stölzel (1690-1749), maître de chapelle et compositeur allemand
- Hans Heinrich von Thyssen Bornemisza (1921-2002), héritier allemand de l'industriel Thyssen
- Karl Heinrich Ulrichs (1825-1895), juriste et journaliste allemand
- Johann Heinrich Voß (1751-1826), critique et poète allemand
- Otto Heinrich Warburg (1883-1970), physiologue et biochimiste allemand
- Ernst Heinrich Weber (1795-1878), médecin allemand